# اسرار رسمی (فیلم)
اسرار رسمی (به انگلیسی: Official Secrets) یک فیلم (محصول سال ۲۰۱۹) در سبک تریلر سیاسی به کارگردانی گوین هود و با بازی کیرا نایتلی، مت اسمیت، رالف فاینز و متیو گود است.

## خلاصه داستان
کاترین گان کارمند ستاد ارتباطات دولت یک یادداشت سری را درمورد تهاجم به عراق در سال ۲۰۰۳ را در معرض دید عموم و مطبوعات افشا کرد…

## بازیگران
- کیرا نایتلی در نقش کاترین گان
- مت اسمیت در نقش مارتین برایت
- رالف فاینز در نقش می‌آنا بورینگ
- متیو گود در نقش پیتر بومونت
- ایندیرا وارما در نقش شامی چاکرابارتی
- هتی موراهان در نقش ایوان ریدلی
- کنلت هیل
- تمسین گریگ
- آدم بکری
- می‌آنا بورینگ
- جان هفرنان